# 圣罗曼拉维尔韦
圣罗曼拉维尔韦（法語：Saint-Romain-la-Virvée，法語發音：[sɛ̃ ʁɔmɛ̃ la viʁve]）是法国吉伦特省的一个市镇，属于利布尔讷区。

## 地理
圣罗曼拉维尔韦（44°57'56"N, 0°23'58"W）面积7.82 平方千米，位于法国新阿基坦大区吉倫特省，该省份为法国西南部沿海省份，是法國本土面积最大的省，北起滨海夏朗德省，西临大西洋，南至朗德省，东南接洛特-加龍省，东临多爾多涅省。
与圣罗曼拉维尔韦接壤的市镇（或旧市镇、城区）包括：拉朗德德弗龙萨克、阿斯克、弗龙萨代地区卡迪拉克、屈布扎克莱蓬、吕贡和利勒迪卡尔奈、圣安德烈-德屈布扎克、圣卢贝斯、圣樊尚德保罗。

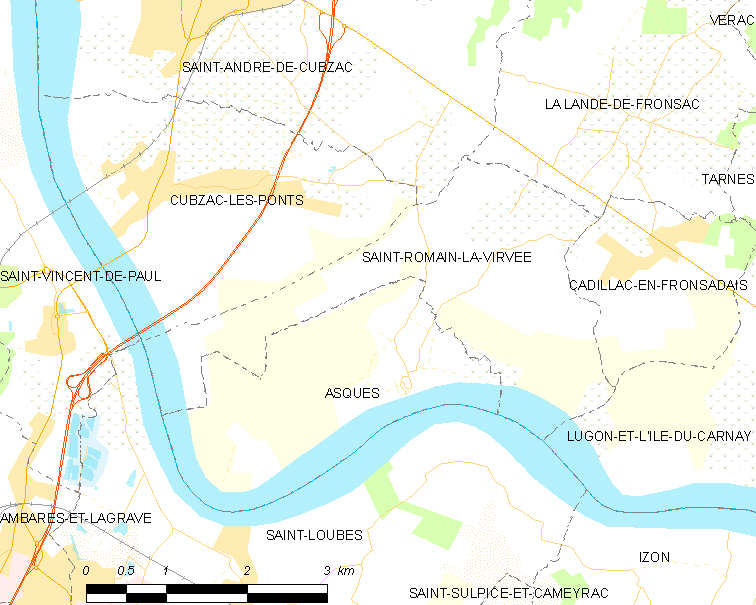
圣罗曼拉维尔韦的OSM定位图

圣罗曼拉维尔韦的时区为UTC+01:00、UTC+02:00（夏令时）。

## 行政
圣罗曼拉维尔韦的邮政编码为33240，INSEE市镇编码为33470。

## 政治
圣罗曼拉维尔韦所属的省级选区为勒利布尔奈-弗龙萨代县。

## 人口

1962-2008年间圣罗曼拉维尔韦人口变化图示

圣罗曼拉维尔韦于2022年1月1日时的人口数量为948人。